# Margaret Whinney
Margaret Dickens Whinney, née le 4 février 1897 à Hammersmith (Londres) et morte le 29 août 1975, est une historienne de l'art anglaise. Elle est la fille de l'architecte Thomas Bostock Whinney et de Sydney Margaret Dickens, la petite fille de Charles Dickens.

## Biographie
Margaret Whinney s'est particulièrement intéressée à l'histoire de la sculpture britannique, de ses origines jusqu'au début du XIXe siècle et particulièrement à l'œuvre de Flaxman.

## Publications
- (avec Anthony Blunt), The Nation’s Pictures: a Guide to the Chief National and Municipal Picture Galleries of England, Scotland and Wales, Londres, Chatto and Windus, 1950.
- « Flaxman and the Eighteenth Century. A Commemorative Lecture », dans Journal of the Warburg and Courtauld Institutes 19, no 3/4, juillet 1956, p. 269-282.
- (avec Oliver Millar), English Art, 1625-1714, Oxford, Clarendon Press, 1957.
- Sculpture in Britain, 1530-1830, Baltimore, Penguin Books, 1964.
- Early Flemish Painting, New York, Praeger, 1968.
- (avec Rupert Gunnis), The Collection of Models by John Flaxman, Londres, Athlone, 1967.
- English Sculpture 1720-1830, Londres, H. M. Stationery Office, 1971